# 佩托爾卡省

佩托爾卡省是智利的54個省份之一，位於該國中部，由瓦爾帕萊索大區負責管轄，首府設於拉利瓜，面積4,588平方公里，2002年人口70,610，人口密度每平方公里15.4人。

## 外部連結
- Official link （页面存档备份，存于）